# Clandestino (S1 E0)
Clandestino (S1 E0) è un singolo del cantautore italiano Mameli, pubblicato il 1º dicembre 2023 come primo estratto dal secondo EP Fino all'ultimo respiro.

## Descrizione
La canzone parla di una storia d'amore tossica finita male, che non riguarda l'artista ma una persona a lui cara. La canzone è pensata come puntata pilota di una serie di canzoni. È la prima canzone pubblicata sotto l'etichetta Capitol Records.

## Tracce
Testi di Mario Castiglione, Paolo Antonacci, musiche di Mario Castiglione, Simone "Simon Says!" Privitera.
1. Clandestino (S1 E0) – 3:10